# Nisídhes Kaséles
Nisídhes Kaséles är öar i Grekland.   De ligger i prefekturen Kykladerna och regionen Sydegeiska öarna, i den sydöstra delen av landet, 160 km sydost om huvudstaden Aten.